# 暴投
野球における暴投（ぼうとう）とは、捕手が普通の守備行為によって止めたり処理することができないほど高すぎ、低すぎまたは横に逸れるなどした投手の正規な投球のこと。および、このことが原因で走者を進塁させた場合に付される守備記録（ただし、数値は投手成績の中で記述される）。ワイルドピッチとも呼ぶ。
野手の送球が逸れたものを「暴投」ということがあるが、この場合、正しくは「悪送球」である。

## ルール
暴投は、投手による正規な投球のみに適用される。したがって投手によるものであっても、各塁への牽制球や、走者が本塁への盗塁を敢行した際における軸足を投手板から外した状態からの本塁への送球は、投球とはみなされない（ボークを参照）。
第3ストライクが暴投となり、振り逃げなどで打者が一塁に生きたときは三振と暴投の両方が記録される（この場合は理論上、1イニングで4つ以上の三振を取る事も出来る）。
走者が投球前に盗塁を試みていた場合は、暴投は記録されず走者の盗塁のみが記録される。ただし、投球が逸れて捕手が捕球できなかったために余計に進塁した場合には盗塁と暴投の両方が記録される。
ワンバウンド球などにより捕手が捕れなかった例で、走者が進塁しようとしたがこれを捕手の送球によりアウトにした場合には暴投は記録されない。この際、複数の走者がいて、他の走者が進塁した場合には野手選択による進塁が記録される。
投球が捕球可能なコースにありながら捕手が処理できずに走者の進塁を許した場合は捕逸（パスボール）とされ、暴投とは区別される。ただし、投球が捕手に達する前に、ホームプレートもしくはその前の地面に当たった場合には（ワンバウンド）、その後のボールの行方が捕手の守備可能な範囲であったとしても捕逸ではなく暴投が記録される。
暴投による走者の進塁は、投手の自責点の要素となる（捕逸はならない）。暴投と捕逸の区別は、ガイドラインとなるいくつかのルールはあるが、微妙な例においての最終的判断は公式記録員が行う。
投手および捕手は、他の野手に比べてボールを扱う機会が多いことから、正規の投球時に生じた暴投および捕逸はどちらもミスプレイであるが、失策とは区別される。

## 日本プロ野球

### 通算記録
| 順位 | 選手名     | 暴投 |
| ---- | ---------- | ---- |
| 1    | 村田兆治   | 148  |
| 2    | 石井一久   | 115  |
| 3    | 新垣渚     | 101  |
| 4    | 涌井秀章   | 88   |
| 5    | 前田幸長   | 84   |
| 6    | 工藤公康   | 81   |
| 7    | 川口和久   | 79   |
| 8    | 槙原寛己   | 75   |
| 9    | 星野伸之   | 74   |
| 9    | 伊良部秀輝 | 74   |

| 順位 | 選手名   | 暴投 |
| ---- | -------- | ---- |
| 11   | 佐藤義則 | 73   |
| 12   | 小林宏之 | 72   |
| 13   | 石川雅規 | 71   |
| 14   | 権藤正利 | 70   |
| 14   | 三浦大輔 | 70   |
| 14   | 中田賢一 | 70   |
| 17   | 桑田真澄 | 68   |
| 18   | 野田浩司 | 66   |
| 19   | 仲田幸司 | 65   |
| 20   | 渡辺久信 | 63   |

- 記録は2024年シーズン終了時点[8]

### シーズン記録
| 順位 | 選手名   | 所属球団                 | 暴投 | 記録年 | 備考                 |
| ---- | -------- | ------------------------ | ---- | ------ | -------------------- |
| 1    | 新垣渚   | 福岡ソフトバンクホークス | 25   | 2007年 | パ・リーグ記録       |
| 2    | 石井一久 | ヤクルトスワローズ       | 20   | 1998年 | セ・リーグ記録       |
| 3    | 村田兆治 | ロッテオリオンズ         | 17   | 1990年 |                      |
| 3    | 酒井弘樹 | 近鉄バファローズ         | 17   | 1996年 |                      |
| 5    | 野茂英雄 | 近鉄バファローズ         | 15   | 1991年 |                      |
| 5    | 新垣渚   | 福岡ソフトバンクホークス | 15   | 2008年 |                      |
| 5    | 越智大祐 | 読売ジャイアンツ         | 15   | 2008年 | セ・リーグ右投手記録 |
| 8    | 亀田忠   | イーグルス               | 14   | 1939年 | 1リーグ記録          |
| 8    | 菊矢吉男 | ライオン軍               | 14   | 1939年 | 1リーグ記録          |
| 8    | 及川宣士 | 大洋ホエールズ           | 14   | 1965年 |                      |
| 8    | 渡辺久信 | 西武ライオンズ           | 14   | 1994年 |                      |
| 8    | 石井一久 | ヤクルトスワローズ       | 14   | 2001年 |                      |

- 記録は2024年シーズン終了時点[9]

### 1試合記録
| 選手名 | 所属球団                 | 暴投 | 記録日        | 対戦チーム         |
| ------ | ------------------------ | ---- | ------------- | ------------------ |
| 新垣渚 | 福岡ソフトバンクホークス | 5    | 2008年8月20日 | 埼玉西武ライオンズ |

### イニング記録
| 選手名       | 所属球団                     | 暴投 | 記録日         | 備考 |
| ------------ | ---------------------------- | ---- | -------------- | ---- |
| 中原宏       | 南海ホークス                 | 3    | 1949年5月12日  |      |
| 池之上格     | 南海ホークス                 | 3    | 1976年7月25日  |      |
| 村田兆治     | ロッテオリオンズ             | 3    | 1987年6月14日  |      |
| 伊良部秀輝   | 千葉ロッテマリーンズ         | 3    | 1994年9月28日  |      |
| 池上誠一     | 近鉄バファローズ             | 3    | 1996年5月22日  |      |
| 山本昌広     | 中日ドラゴンズ               | 3    | 1996年7月4日   |      |
| 小林雅英     | 千葉ロッテマリーンズ         | 3    | 2004年5月15日  |      |
| 高井雄平     | 東京ヤクルトスワローズ       | 3    | 2006年10月12日 |      |
| 朝井秀樹     | 東北楽天ゴールデンイーグルス | 3    | 2008年6月23日  |      |
| 新垣渚       | 福岡ソフトバンクホークス     | 3    | 2008年8月20日  |      |
| O.ロマン     | 東京ヤクルトスワローズ       | 3    | 2012年7月16日  |      |
| 井納翔一     | 横浜DeNAベイスターズ         | 3    | 2014年5月9日   |      |
| 福井優也     | 広島東洋カープ               | 3    | 2015年6月7日   |      |
| 大石達也     | 埼玉西武ライオンズ           | 3    | 2016年8月31日  |      |
| 菅原秀       | 東北楽天ゴールデンイーグルス | 3    | 2017年6月2日   |      |
| 山岡泰輔     | オリックス・バファローズ     | 3    | 2018年5月19日  |      |
| 清水達也     | 中日ドラゴンズ               | 3    | 2024年6月14日  |      |
| P.ランバート | 東京ヤクルトスワローズ       | 3    | 2025年4月29日  |      |
| 田中晴也     | 千葉ロッテマリーンズ         | 3    | 2025年6月18日  |      |

## メジャーリーグベースボール

### 通算記録
| 順位 | 選手名                 | 暴投 |
| ---- | ---------------------- | ---- |
| 1    | トニー・マレーン       | 343  |
| 2    | ノーラン・ライアン     | 277  |
| 3    | ミッキー・ウェルチ     | 274  |
| 4    | ボビー・マシューズ     | 253  |
| 5    | ティム・キーフ         | 240  |
| 5    | ガス・ウェイイング     | 240  |
| 7    | フィル・ニークロ       | 226  |
| 8    | マーク・ボールドウィン | 221  |
| 8    | パッド・ガルヴィン     | 221  |
| 8    | ウィル・ホワイト       | 221  |

| 順位 | 選手名                 | 暴投 |
| ---- | ---------------------- | ---- |
| 11   | チャールズ・ラドボーン | 214  |
| 11   | ジム・ホイットニー     | 214  |
| 13   | ジャック・モリス       | 206  |
| 13   | アドニス・テリー       | 206  |
| 15   | マット・キルロイ       | 203  |
| 16   | ジョージ・ブラッドリー | 189  |
| 17   | トミー・ジョン         | 187  |
| 18   | スティーブ・カールトン | 183  |
| 19   | ジョン・クラークソン   | 182  |
| 20   | チャーリー・ハフ       | 179  |
| 20   | トード・ラムゼイ       | 179  |

- 記録は2024年シーズン終了時点[10]

### シーズン記録
| 順位                         | 選手名                 | 所属球団                                       | 暴投 | 記録年 |
| ---------------------------- | ---------------------- | ---------------------------------------------- | ---- | ------ |
| 1                            | マーク・ボールドウィン | コロンバス・ソロンズ                           | 83   | 1889年 |
| 2                            | トニー・マレーン       | トレド・ブルーストッキングス                   | 63   | 1884年 |
| 2                            | ビル・ステマイヤー     | ボストン・ビーンイーターズ                     | 63   | 1886年 |
| 4                            | マイク・モリソン       | クリーブランド・ブルース                       | 62   | 1887年 |
| 5                            | マット・キルロイ       | ボルチモア・オリオールズ                       | 61   | 1886年 |
| 6                            | エド・スワード         | フィラデルフィア・アスレチックス               | 58   | 1887年 |
| 7                            | ジャージー・バクリー   | キーストーンズ→クイックステップス→カウボーイズ | 56   | 1884年 |
| 7                            | ガス・ウェイイング     | フィラデルフィア・アスレチックス               | 56   | 1888年 |
| 9                            | エド・スワード         | フィラデルフィア・アスレチックス               | 54   | 1888年 |
| 10                           | トニー・マレーン       | シンシナティ・レッドストッキングス             | 53   | 1886年 |
| 記録は2024年シーズン終了時点 |                        |                                                |      |        |

| 2リーグ制後                  | 2リーグ制後              | 2リーグ制後                                | 2リーグ制後 | 2リーグ制後 | 2リーグ制後    |
| 順位                         | 選手名                   | 所属球団                                   | 暴投        | 記録年      | 備考           |
| ---------------------------- | ------------------------ | ------------------------------------------ | ----------- | ----------- | -------------- |
| 1                            | レッド・エイムズ         | ニューヨーク・ジャイアンツ                 | 30          | 1905年      |                |
| 2                            | トニー・クロニンガー     | アトランタ・ブレーブス                     | 27          | 1966年      |                |
| 3                            | ラリー・チェニー         | シカゴ・カブス                             | 26          | 1914年      |                |
| 3                            | フアン・グーズマン       | トロント・ブルージェイズ                   | 26          | 1993年      | ア・リーグ記録 |
| 5                            | A.J.バーネット           | ニューヨーク・ヤンキース                   | 25          | 2011年      |                |
| 6                            | ジャック・モリス         | デトロイト・タイガース                     | 24          | 1987年      |                |
| 7                            | クリスティ・マシューソン | ニューヨーク・ジャイアンツ                 | 23          | 1901年      |                |
| 7                            | ティム・リアリー         | ニューヨーク・ヤンキース                   | 23          | 1990年      |                |
| 7                            | マット・クレメント       | サンディエゴ・パドレス                     | 23          | 2000年      |                |
| 10                           | ジャック・ハミルトン     | フィラデルフィア・フィリーズ               | 22          | 1962年      |                |
| 10                           | トニー・クロニンガー     | ミルウォーキー・ブレーブス                 | 22          | 1965年      |                |
| 10                           | ボビー・ウィット         | テキサス・レンジャーズ                     | 22          | 1986年      |                |
| 10                           | マイク・ムーア           | オークランド・アスレチックス               | 22          | 1992年      |                |
| 10                           | ギャレット・リチャーズ   | ロサンゼルス・エンゼルス・オブ・アナハイム | 22          | 2014年      |                |
| 記録は2024年シーズン終了時点 |                          |                                            |             |             |                |

- 左投手記録はデニー・レマスター（ミルウォーキー・ブレーブス、1964年）の20暴投[12]

### 1試合記録
| 選手名           | 所属球団                   | 暴投 | 記録日        | 対戦相手                     |
| ---------------- | -------------------------- | ---- | ------------- | ---------------------------- |
| J.R.リチャード   | ヒューストン・アストロズ   | 6    | 1979年4月10日 | ロサンゼルス・ドジャース     |
| フィル・ニークロ | アトランタ・ブレーブス     | 6    | 1979年8月4日  | ヒューストン・アストロズ     |
| ビル・ガリクソン | モントリオール・エクスポズ | 6    | 1982年4月10日 | フィラデルフィア・フィリーズ |

- 1901年以降